# TT88
TT88 (Theban Tomb 88) è la sigla che identifica una delle Tombe dei Nobili ubicate nell’area della cosiddetta Necropoli Tebana, sulla sponda occidentale del Nilo dinanzi alla città di Luxor, in Egitto. Destinata a sepolture di nobili e funzionari connessi alle case regnanti, specie del Nuovo Regno, l'area venne sfruttata, come necropoli, fin dall'Antico Regno e, successivamente, sino al periodo Saitico (con la XXVI dinastia) e Tolemaico.

## Titolare
TT88 era la tomba di:
| Titolare                | Titolo                                                                | Necropoli           | Dinastia/Periodo                             | Note                                                             |
| ----------------------- | --------------------------------------------------------------------- | ------------------- | -------------------------------------------- | ---------------------------------------------------------------- |
| Pehsukher detto Tjenenu | Attendente del re; portatore di stendardo del Signore delle Due Terre | Sheikh Abd el-Qurna | XVIII dinastia (Thutmosi III - Amenhotep II) | versante est della collina; a nord della TT89 e a sud della TT79 |

## Biografia
Neit, Capo balia reale e Istitutrice del dio, fu la moglie di 	Pehsukher, detto Tjenenu; Amenhotep e Amenmose i nomi dei figli.

## La tomba
La tomba, non ultimata, si presenta tuttavia planimetricamente strutturata con l'andamento tipico delle tombe del periodo, a "T" rovesciata. Una prima sala con sei pilastri si apre dopo un breve corridoio; sulle pareti scene del defunto che passa in rassegna un reparto militare e ispeziona provviste; scene di agricoltura, di raccolto e di immagazzinamento nei granai. Una falsa porta con portatori di offerte; il defunto e la moglie offrono mazzi di fiori al faraone Amenhotep II seduto sotto un padiglione; in altra scena, il defunto e la moglie ricevono offerte floreali da Mahu, Secondo Profeta di Amon. Su una stele (in gran parte danneggiata), il defunto, inginocchiato dinanzi a Osiride, con inni a Ra, offre libagioni di liquidi (vini, oli?) agli dei. 
Sui pilastri (in alcuni casi con decorazione incompleta) il defunto e la moglie accompagnati dai figli Amenhotep e Amenmosi in offertorio agli dei oppure in atto di ricevere doni di fiori dagli stessi figli.
Un breve corridoio dà accesso a una sala appena abbozzata e non interamente scavata.
Una statua in granito nero del defunto inginocchiato, oggi al National Museum of Scotland di Edimburgo (cat. 1910.75), proviene, probabilmente, dalla TT88

### Annotazioni
1. ↑  La numerazione dei locali e delle pareti segue quella di Porter e Moss 1927, p. 176.
2. ↑  La prima numerazione delle tombe, dalla numero 1 alla 253, risale al 1913 con l’edizione del "Topographical Catalogue of the Private Tombs of Thebes" di Alan Gardiner e Arthur Weigall. Le tombe erano numerate in ordine di scoperta e non geografico; ugualmente in ordine cronologico di scoperta sono le tombe dalla 253 in poi.
3. ↑  I campi della Duat, ovvero l'aldilà egizio, si trovavano, secondo le credenze, proprio sulla riva occidentale del grande fiume.
4. ↑  Nella sua epoca di utilizzo, l'area era nota come "Quella di fronte al suo Signore" (con riferimento alla riva orientale, dove si trovavano le strutture dei Palazzi di residenza dei re e i templi dei principali dei) o, più semplicemente, "Occidente di Tebe".
5. ↑  le Tombe dei Nobili, benché raggruppate in un'unica area, sono di fatto distribuite su più necropoli distinte.
6. ↑  Le note, sovente di inquadramento topografico della tomba, sono tratte dal "Topographical Catalogue" di Gardiner e Weigall, ed. 1913 e fanno perciò riferimento alla situazione dell'epoca.

### Fonti
1. ↑  Gardiner e Weigall 1913.
2. ↑  Donadoni 1999,  p. 115.
3. ↑  Porter e Moss 1927,  p. 179.
4. ↑  Gardiner e Weigall 1913, pp. 24-25.
5. ↑  Porter e Moss 1927,  p. 181.
6. ↑  Porter e Moss 1927,  pp. 179-181.